# Теракт в районе Млада-Болеслав
Террористические атаки на поезда в районе Млада-Болеслав — серия атак на поезда, совершённая семидесятилетним пенсионером Яромиром Балдой, избирателем и сторонником антииммиграционной правонационалистической партии «Свобода и прямая демократия» (SPD), с целью внушения страха перед мусульманами. Атаки на поезда происходили при помощи подпиленных бензопилой деревьев, которые падали на рельсы, из-за чего поезда должны были совершать экстренное торможение с целью избежания столкновения.
Первая атака произошла 1 июня 2017 года года, на железнодорожной линии Прага — Турнов (№ 070), между станциями Баков-над-Йизероу и Млада-Болеслав-Дебрж. Вторая атака произошла 28 июля 2017 года, на железнодорожной линии Баков-над-Йизероу — Йедлова (№ 080), между станциями Бела-под-Бездезем и Бездез. Впоследствии нападавший стал первым человеком, осуждённым на территории Чешской Республики за теракт.

## Атаки
По мнению судмедэксперта, машинисты поездов не имели возможности вовремя остановиться даже при использовании экстренного торможения, а схода поездов с рельсов не случилось только по счастливой случайности. Поезда врезались в деревья на скорости 74 и 67 километров в час соответственно. В первом поезде было десять человек, во втором — девять. Никто из них не пострадал. Машинистом первого из потерпевших крушение поездов был Зденек Шпицар. На его глазах около 8 часов утра 1 июня 2017 года неизвестный срубил ольху высотой 12 метров и толщиной в месте среза около 20-25 см. Во втором случае преступник повалил сосну высотой 14 метров и диаметром ствола около 30 см. Преступник оставил листовки с лозунгом «Аллаху акбар!» вокруг срубленных деревьев (листовки были написаны на чешском языке с ошибками). Впоследствии тот расклеивал другие листовки подобного содержания в общественных местах и даже бросал их в почтовые ящики, пытаясь создать впечатление, что их писали и распространяли исламисты.

## Политический контекст
Яромир Балда был активным сторонником движения «Свобода и прямая демократия» (SPD) и во время предвыборной кампании 2017 года сделал пожертвование в виде безвозмездного труда (развешивание баннера движения на заборе своего дома, рекламная наклейка на его машине и 50 часов изготовления и распространения плакатов) на сумму около 12 000 крон, а также публично поддержал движение. Во время судебного процесса, движение официально дистанцировалось от него и его действий.

## Судебный процесс
В январе 2019 года Среднечешский краевой суд признал Балду виновным и приговорил его к четырем годам лишения свободы, обязал пройти амбулаторное психиатрическое лечение и выплатить компенсацию за ущерб, причиненный им Чешским железным дорогам и Управлению железнодорожной инфраструктуры (оцениваемый в 155 000 и 63 000 крон соответственно). Балда признался в совершении преступления на суде, а также сотрудничал со следователями по уголовным делам в ходе расследования. Суд признал выраженное раскаяние виновного и его преклонный возраст смягчающими обстоятельствами, однако расценил как отягчающие обстоятельства тщательное заметание следов и длительную подготовку и совершение деяний. Государственный обвинитель обжаловал приговор, как и адвокат Балды, который потребовал переквалифицировать преступление из терроризма в действия, представляющие общественную опасность.
16 апреля 2019 года Высший суд в Праге подтвердил приговор, и не изменил квалификацию деяния, как того просил адвокат. Преступнику грозило до 15 лет лишения свободы, назначенное наказание в соответствии с предложением прокурора было ниже низшего предела уголовного наказания в связи с ограниченной вменяемостью. Балда обжаловал окончательное решение в Верховном суде, но в декабре Верховный суд отклонил апелляцию, согласившись с нижестоящими судами в том, что действия Яромира Балды соответствовали критериям особо тяжкого преступления — террористического акта.
Преступник отбывал наказание в тюрьме Йиржице. 23 октября 2020 года, ровно через день после отбытия 2/3 срока, тот подал ходатайство об условно-досрочном освобождении, которое суд удовлетворил. В общей сложности тот провёл в тюрьме 2 года и 8 месяцев, оставался на испытательном сроке и проходил амбулаторное психиатрическое лечение. В интервью, которое он дал новостному сайту «Seznam Zprávy» после своего освобождения, Яромир Балда назвал себя патриотом, а также отрицал, что является террористом, и в некоторой степени преуменьшил серьезность общей угрозы, вызванной его действиями.